# Coudraystraße 13

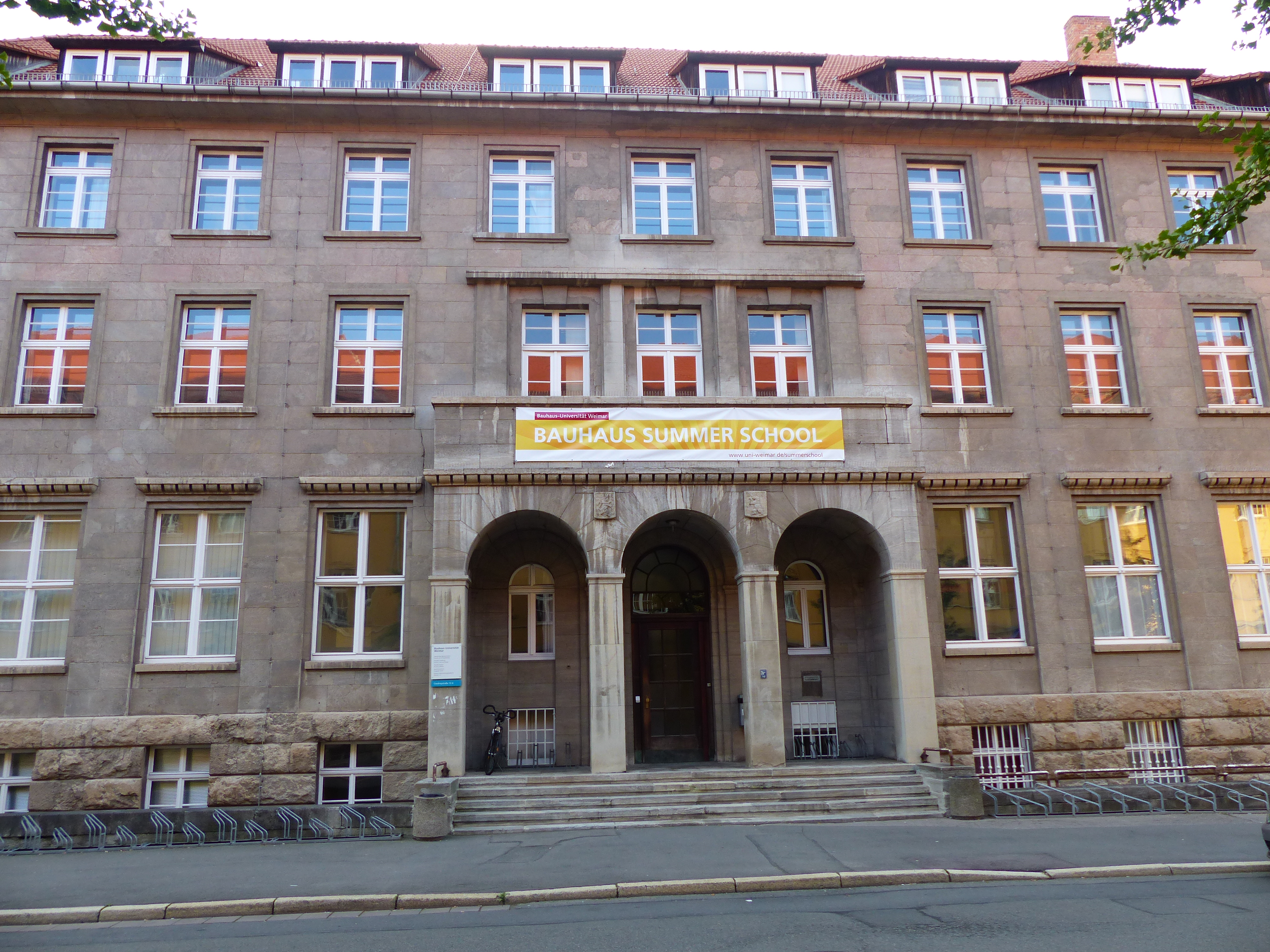
Coudraystraße 13

Das Haus Coudraystraße 13 in Weimar, das von der Bauhaus-Universität Weimar genutzt wird, war ursprünglich ein Bankgebäude, das um 1928/29 für die Norddeutsche Grund-Credit-Bank erbaut  und nach der Vereinigung 1938 von der Deutschen Hypothekenbank genutzt wurde.

## Baumaterial
Das Gebäude hat eine massive Verkleidung aus Muschelkalksteinen. Das Treppenhaus ist mit Travertinplatten verkleidet. Nicht nur die Fassade des mehrgeschossigen Gebäudes ist beachtenswert, sondern auch der Dachbereich mit den zahlreichen Dachgauben.

## Geschichte

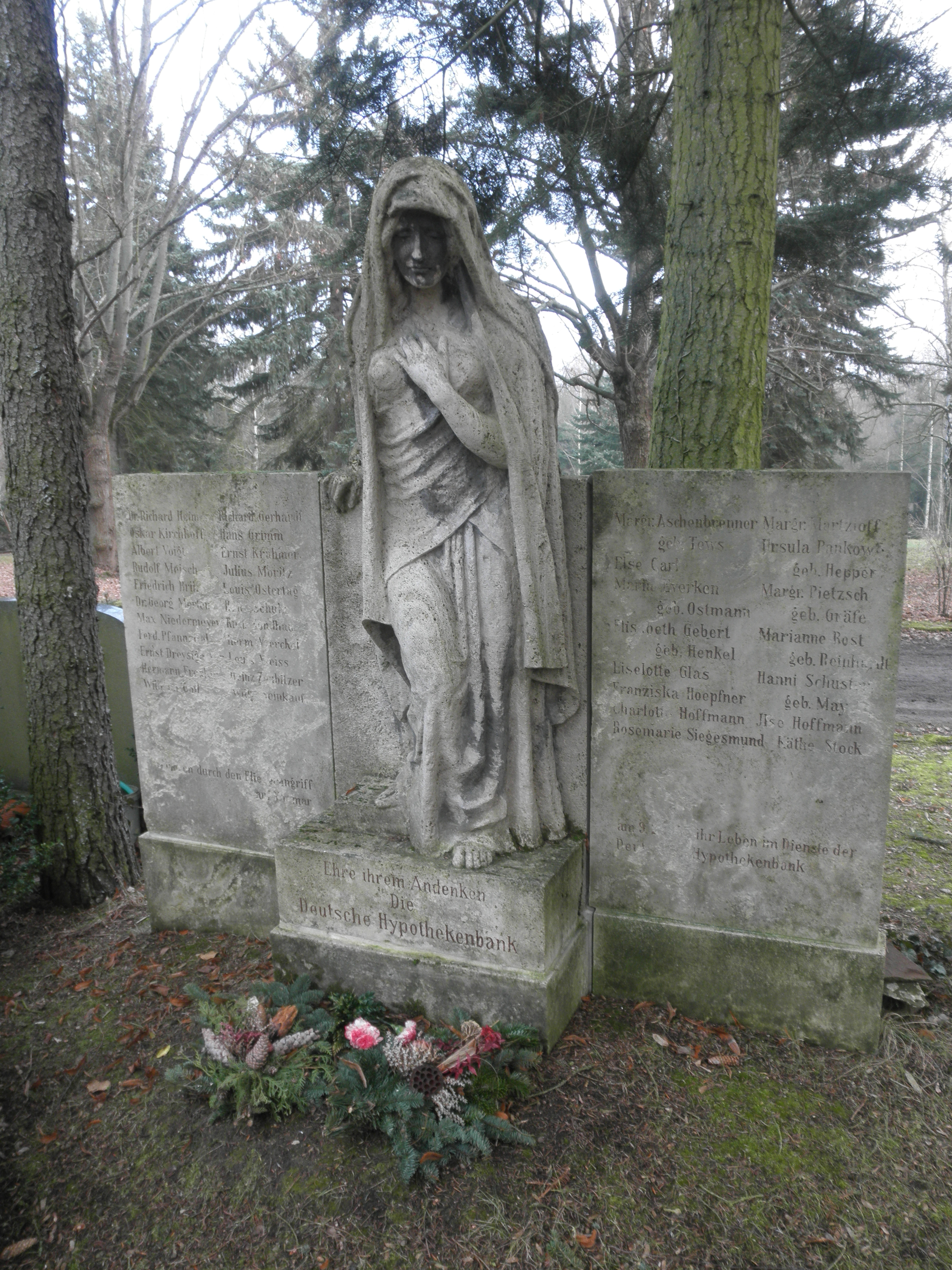
Denkmal für die Bombenopfer der Weimarer Bank

Im Jahr 1938 erfolgte eine Vereinigung der Deutschen Hypothekenbank Meiningen mit der Norddeutschen Grund-Credit-Bank zu einem der größten und langlebigsten Zusammenschlüsse von deutschen Hypothekenbanken. Es erfolgte die Verlegung des Unternehmenssitzes nach Weimar in ein 1928/29 vom Weimarer Architekten Ernst Flemming errichtetes Gebäude. Karina Loss sieht in ihrer Dissertation über die nationalsozialistische Architektur und Baupolitik in Weimar das Gebäude als Vorläufer für nationalsozialistisch gestaltete öffentliche Bauten an. Die auf Versachlichung und Reduzierung der Schmuckelemente zielende Architekturgestaltung bei öffentlichen Bauten ist hier erkennbar. Als weiterer Vergleich für diese Tendenz kann hierzu das Haus Bauhausstraße 11 in Weimar dienen. Das Gauforum Weimar ist hierzu am Aussagekräftigsten.
Zur Geschichte dieses Bankhauses gehört der US-Bombenangriff am 9. Februar 1945, bei dem 22 männliche und 15 weibliche Mitarbeiter ihr Leben verloren. Das Bankgebäude wurde schwer beschädigt. Ein Gedenkstein auf dem Weimarer Hauptfriedhof erinnert daran. Mit den Einzug der Sowjets Juni 1945 in Weimar endete die Geschichte des Gebäudes als Hypothekenbank.
Das Gebäude ist Ausgangspunkt für weitere moderne Laborgebäude der Bauhaus-Universität. Dabei soll der überlieferte Charakter des von Flemming errichteten Gebäudes gewahrt bleiben. Das Gebäude steht auf der Liste der Kulturdenkmale in Weimar (Einzeldenkmale).